# 加伍德 (新澤西州)
加伍德（英語：Garwood）是位於美國新澤西州尤寧縣的自治市鎮。

## 人口
根據2020年美國人口普查的數據，加伍德的面積為1.68平方千米，皆為陸地。當地共有人口4454人，而人口密度為每平方千米2,651人。